# ФК Віагем Усті-над-Лабем
ФК Віагем Усті-над-Лабем (чеськ. Fotbalový klub Viagem Ústí nad Labem) — чеський футбольний клуб з міста Усті-над-Лабем. Виступає в Чеській футбольній лізі.
Клуб тричі грав на найвищому рівні національного футболу, востаннє в сезоні 2010–11.

## Історія
Клуб заснований у 1945 році під назвою СК «Усті-над-Лабем». Виступав у першій лізі Чехословаччини в сезонах 1952 та 1958–59 років. «Усті-над-Лабем» грав у другій лізі в 1990-х роках, поки не знявся з другої ліги Чехії в сезоні 1997–98, в результаті чого їх результати були анульовані, а команда автоматично була понижена. Провівши більше 50 років поза вищим дивізіоном, у 2010 році клуб був підвищений до Першої ліги Чехії. «Усті-над-Лабем» виступав у Першій лізі Чехії лише один сезон, оскільки вони вибули, опустившись дивізіоном нижче. Незважаючи на перемогу у Другій лізі у сезоні 2011—2012 років клубу було відмовлено в підвищенні ліги через те, що їхній стадіон не відповідав критеріям.
У липні 2023 року клуб отримав нового власника і змінив назву на «Віагем».

### Історичні назви

Логотип ФК «Усті-над-Лабем» (до 2023 року).

- 1945 — СК Усті-над-Лабем
- 1947 — СК Славія Усті-над-Лабем
- 1949 — Сокол Арматурка Усті-над-Лабем
- 1950 — ЗСЖ Арматурка Усті-над-Лабем
- 1953 — ДСО Спартак Усті-над-Лабем
- 1962 — ТЖ Спартак Усті-над-Лабем
- 1977 — ТЖ Спартак Арматурка Усті-над-Лабем
- 1983 — ТЖ Спартак ПС Усті-над-Лабем
- 1984 — ТЖ Спартак ВХЖ ПС Усті-над-Лабем
- 1991 — ФК Арматурка Усті-над-Лабем
- 1994 — ФК ГГС Арма Усті-над-Лабем
- 1999 — Об'єднався з ФК НРЦ Вшеборице
- 2001 — МФК Усті-над-Лабем
- 2006 — ФК Усті-над-Лабем
- 2023 — ФК Віагем Усті-над-Лабем

## Стадіон
Домашнім стадіоном команди є Міський стадіон. Однак арена вміщує лише 555 місць, і як така не відповідає вимогам першої ліги Чехії. Тому в сезоні 2010—2011 років домашні матчі команда проводила на стадіоні На Стінадлех у Тепліце. Клуб виграв чемпіонат Чехії другої ліги в сезоні 2011–12 років, але команда не вийшла в Першу лігу Чехії через проблеми зі стадіоном.

## Досягнення
Чеська національна футбольна ліга (другий рівень)
- Чемпіон (1): 2011–12
- Друге місце (1): 2009–10

Богемська футбольна ліга (третій рівень)
- Чемпіон (2): 1993–94, 2003–04

Чеський четвертий дивізіон (четвертий дивізіон)
- Чемпіон (1): 2002–03